# Wohlfahrtia africana
Wohlfahrtia africana är en tvåvingeart som beskrevs av Yu. G. Verves 1985. Wohlfahrtia africana ingår i släktet Wohlfahrtia och familjen köttflugor.
Artens utbredningsområde är Nigeria. Inga underarter finns listade i Catalogue of Life.